# Bhokarhedi
Bhokarhedi é uma cidade e uma nagar panchayat no distrito de Muzaffarnagar, no estado indiano de Uttar Pradesh.

## Demografia
Segundo o censo de 2001, Bhokarhedi tinha uma população de 15,973 habitantes. Os indivíduos do sexo masculino constituem 54% da população e os do sexo feminino 46%. Bhokarhedi tem uma taxa de literacia de 51%, inferior à média nacional de 59.5%; a literacia no sexo masculino é de 59% e no sexo feminino é de 41%. 17% da população está abaixo dos 6 anos de idade.